# Vrgorska krajina
Vrgorska krajina, ponegdje još i Vrgoračka krajina, zemljopisno je područje u unutrašnjosti Dalmacije, u zaleđu Biokova na krajnjem istoku splitsko-dalmatinske županije. Površine je 270,32 km2 i obuhvaća područje Grada Vrgorca.
Neki izvori razlikuju Vrgorsku krajinu i Župu.[nedostaje izvor] Župa je prema tim izvorima dio Vrgorske krajine. To je bila župa Vrhdol koja se još zvala i Gorska žup, a obuhvaćala je ondašnja sela Zagvozd, Župu, Grabovac i Rašćane te dijelove teritorija s druge strane današnje granice između Hrvatske i Bosne i Hercegovine.